# إريكا دي لوني
إريكا دي لوني (بالإنجليزية: Erika de Lone)‏ مواليد 14 أكتوبر 1972 في بوسطن، هي لاعبة كرة مضرب أمريكية سابقة بدأت مسيرتها كمحترفة سنة 1992 وكانت تلعب باليد اليمنى. أعلى تصنيف لها في الفردي كان المركز 65 حققته في سنة 2000.

## نهائيات جولة رابطة محترفات التنس

### الزوجي (1 اللقب, 1 الوصافة)
| الحصيلة | الرقم | التاريخ        | الدورة                               | السطح | الشريك          | المنافس في النهائي                   | النتيجة في النهائي |
| الوصيف  | 1.    | أبريل 26, 1993 | جاكرتا, إندونيسيا                    | صلبة  | كاترينا غرينمان | نيكول أرندت كريستين كونز             | 3–6, 4–6           |
| الفوز   | 2.    | يونيو 19, 2000 | بطولة روزمالين العشبية للتنس، هولندا | عشبية | نيكول برات      | كاثرين باركلاي ريتز كارينا هابسودوفا | 7–6(7–4), 4–3 ret. |

### الفردي (1 الوصافة)
| الحصيلة | الرقم | التاريخ        | الدورة               | السطح | المنافس في النهائي | النتيجة في النهائي |
| الوصيف  | 1.    | نوفمبر 8, 1999 | كوالا لمبور, ماليزيا | صلبة  | آسا سفينسون        | 2–6, 4–6           |

## روابط خارجية
- إريكا دي لوني على موقع رابطة محترفات التنس (الإنجليزية)
- إريكا دي لوني على موقع الاتحاد الدولي لكرة المضرب (الإنجليزية)
- إريكا دي لوني على موقع خلاصة التنس.كوم (الإنجليزية)